# Oreto (brigantino)
Il brigantino Oreto fu il primo veliero siciliano ad attraversare l'Oceano Atlantico, aprendo la stagione della navigazione oceanica italiana. Partì da Palermo nella primavera del 1818 al comando del Capitano Bonaventura Consiglio e raggiunse Boston con un carico di pregiati prodotti siciliani.
Ecco come fu riportata la notizia nel numero 215 del Giornale del Regno delle Due Sicilie, datato giovedì 10 settembre 1818:
“Boston, 6 giugno - Negli scorsi giorni è giunto nel nostro porto il brigantino siciliano l'Oreto, comandato dal capitano Bonaventura Consiglio, proveniente da Palermo. È questo il primo bastimento italiano condotto da Italiani, che sia comparso ne' nostri lidi. Il carico è stato subito venduto con profitto considerevole del proprietario Signor Riso di Palermo.
L'equipaggio, durante la sua permanenza in Boston, si è portato in modo da meritarsi la stima generale. L'accoglienza che della nostra parte esso ha ricevuto, i vantaggi ritratti da questa prima spedizione del commercio italiano, i riguardi usati alla bandiera del Regno delle Due Sicilie, ci fanno sperare che sarà ormai frequente l'arrivo nel nostro porto dei legni di una nazione che sinora non si era mostrata sulle spiagge americane”.
La rotta inaugurata dall'Oreto fu seguita poco dopo da altri velieri siciliani, napoletani, sorrentini e liguri.